# Ruth Ware
Ruth Ware (Lewes, 26 de setembro de 1977), pseudônimo de Ruth Warburton, é uma autora inglesa de thrillers psicológicos. Vários de seus romances estiveram nas listas dos dez mais vendidos do Sunday Times do Reino Unido e do The New York Times e ela foi traduzida para mais de 40 idiomas. Ela mudou para Ruth Ware para distinguir seus romances policiais dos romances de fantasia para jovens adultos publicados sob seu nome, Ruth Warburton.

## Biografia
Ruth Ware cresceu em Sussex, na costa sul da Inglaterra. Trabalhou como garçonete, livreira, professora de inglês para estrangeiros e assessora de imprensa antes de escrever seu primeiro romance, In a Dark, Dark Wood (2015) (Em um Bosque Muito Escuro), que entrou para a lista de best-sellers do The New York Times. Atualmente, vive com o marido e dois filhos no norte de Londres.

## Recepção da critica
As críticas aos thrillers de crimes psicológicos de Ruth Ware têm sido geralmente positivas. The Independent nomeou In A Dark, Dark Wood como "o romance policial mais quente deste ano". The Guardian elogiou a "excelente caracterização" de In A Dark, Dark Wood e chamou o final do livro de "hipnotizante". The Independent descreveu The Lying Game como "emocionante o suficiente para ser devorado em uma única sessão", em uma crítica de quatro estrelas. Em uma crítica estrelada, o crítico da Kirkus Reviews disse "cancele seus planos para o fim de semana quando se sentar com esse livro, porque não vai querer se mexer até que acabe".

## Livros
- In a Dark, Dark Wood (2015) no Brasil: Em Um Bosque Muito Escuro (Rocco, 2015) em Portugal: Numa Floresta Muito Escura (Clube do Autor, 2016)
- The Woman in Cabin 10 (2016) no Brasil: A Mulher na Cabine 10 (Rocco, 2017) em Portugal: A Mulher do Camarote 10 (Clube do Autor, 2017)
- The Lying Game (2017) no Brasil: O Jogo da Mentira (Rocco, 2019)
- The Death of Mrs Westaway (2018) no Brasil: A morte da Sra. Westaway (Rocco, 2021)
- The Turn of the Key (2019)
- One by One (2020) em Portugal: Um por Um (Clube do Autor, 2021)
- The IT Girl (2022)

### Sob o nome Ruth Warburton
Livros de fantasia para público jovem adulto.
- A Witch Alone (2013)
- A Witch in Winter (2013)
- A Witch in Love (2013)
- Witch Finder (2014)
- Witch Hunt (2014)